# Parantica praemacaristus
Parantica praemacaristus är en fjärilsart som beskrevs av Hans Fruhstorfer 1899. Parantica praemacaristus ingår i släktet Parantica och familjen praktfjärilar. Inga underarter finns listade i Catalogue of Life.